# Molophilus (Austromolophilus) wieseri
Molophilus (Austromolophilus) wieseri is een tweevleugelige uit de familie steltmuggen (Limoniidae). De soort komt voor in het Australaziatisch gebied.